# Kaus Australis
Kaus Australis eller Epsilon Sagittarii (ε  Sagittarii, förkortat Epsilon Sgr, ε  Sgr) som är stjärnans Bayerbeteckning, är en dubbelstjärna belägen i den södra delen av stjärnbilden Skytten. Den har en kombinerad skenbar magnitud på 1,85 och är klart synlig för blotta ögat. Baserat på parallaxmätning inom Hipparcosuppdraget på ca 22,8 mas, beräknas den befinna sig på ett avstånd av ca 143 ljusår (ca 44 parsek) från solen.

## Nomenklatur
Epsilon Sagittarii har de traditionella namnen Kaus Australis, som kommer det från det arabiska قوسen ( qaws, som betyder "båge") och latinska medier (som betyder "mitten").
Epsilon Sagittarii, tillsammans med:
- Gamma Sagittarii, Delta Sagittarii, Zeta Sagittarii, Lambda Sagittarii, Sigma Sagittarii, Tau Sagittarii och Phi Sagittarii, ingår i asterismen Tekannan.[10]
- Gamma Sagittarii , Delta Sagittarii och Eta Sagittarii var Al Na'ām al Wārid (النعم الوارد), "Going Struder".[11]
- Gamma Sagittarii och Delta Sagittarii var Akkadian Sin-nun-tu, eller Si-nu-nu-tum, "Svalan".[11]

I stjärnkatalogen i Al Achsasi al Mouakket-kalendern var denna stjärna betecknad Thalath al Waridah, eller Thalith al Waridah, vilket betyder "den tredje Warida".
År 2016 organiserade Internationella astronomiska unionen en arbetsgrupp för stjärnnamn (WGSN) med uppgift att katalogisera och standardisera riktiga namn för stjärnor.  WGSN fastställde namnet Kaus Australis för denna stjärna i juli 2016 vilket nu ingår i IAU:s Catalog of star Names.

## Egenskaper
Primärstjärnan i Kaus Australis är en blå till vit jättestjärna av spektralklass B9.5 III, vilket tyder på att det är en utvecklad jättestjärna som har förbrukat dess förråd av väte i dess kärna. Den har en massa som är ca 3,5 gånger större än solens massa, en radie som är ca 6,8 gånger så som solens. Den utsänder från dess fotosfär ca 363 gånger mera energi än solen vid en effektiv temperatur på ca 9 960 K.
Primärstjärnan roterar snabbt med en projicerad rotationshastighet på 236 km/s. Den har ett magnetfält med en styrka i intervallet 10,5-130,5 Gauss och är en källa till röntgenstrålning med en styrka på ca 10 30 erg/s. Den har ett överskott på infraröd strålning, vilket tyder på närvaron av en kringliggande stoftskiva. Baserat på temperaturen hos denna skiva, kretsar den på ett genomsnittlig avstånd på 155 AE från primärstjärnan.
Enligt observationer 2001 finns en följeslagare, separderad med 2,392 bågsekunder från primärstjärnan, vid en positionsvinkel på 142,3°. Vid det beräknade avståndet till stjärnan motsvarar denna vinkel en fysisk separation på ca 106 AE, vilket betyder den befinner sig inuti stoftskivan. Följeslagaren är en huvudseriestjärna med en massa motsvarande ca 95 procent av solens massa.  Konstellationen har en högre optisk linjär polarisering än förväntat för dess avstånd från solen, vilket har tolkats som att ljus spritts från följeslagaren genom stoftskivan. Före 1993 års identifiering med hjälp av ett adaptivt optikkoronagraf kan denna följeslagare ha varit orsak till de spektralanomalier som tillskrivits den primära stjärnan. Det finns även en ytterligare kandidat till följeslagare med en vinkelseparation på 32,3 bågekunder.